# Загубибатько Віктор Семенович
Віктор Семенович Загубибатько (19 листопада 1937, Дніпропетровськ — 1 лютого 2021) — український живописець і педагог.

## Біографія
Народився 19 листопада 1937 року у Дніпропетровську (нині — Дніпро). 
У 1960 році закінчив Дніпропетровське художнє училище (викладачі за фахом — Калашник Яків Петрович, Родзін Микола Іванович, Погрібняк Микола Степанович). 
У 1966 році закінчив Київський художній інститут (нині Національна академія образотворчого мистецтва і архітектури). Викладачами Загубибатька В. С. були, зокрема, М. Стороженко та М. Хмелько. Працював у Дніпропетровську: викладав у театрально-художньому коледжі (1966–75, 1994–2002); художником-оформлювачем на художньо-виробничому комбінаті Художнього фонду України (1976–94). Учасник обласної (1967), та всеукраїнської (1968) мистецьких виставок.
Створює портрети, пейзажі, жанрові картини. Полотна написані у реалістичних традиціях українського мистецтва на основі глибокого вивчення натури.
|  | Рід мій походить з Придніпров'я, а на Запорозькій Січі було 4 козаки з прізвищем Загубибатько, один з них — мій прямий пращур |

## Творчий доробок
Автор картин «Заслін» (1975), «Командарм» (1977), «Вечір» (1979), «Дніпровські поля» (1980), «Вікно Пам'яті», «Місячна ніч» (обидва — 1991); акварелі — «Квітучі сади» (1996), «Рідна земля» (1999), «Тихі води» (2009),«Степ» (2012).

## Учні
Серед вихованців Загубибатька В. С. такі художники, як О. Вабищевич, Ю. Євдущенко, В.  Дека, М. Іолоп, І. Копач.